# Vanceburg (Kentucky)
Vanceburg es una ciudad ubicada en el condado de Lewis en el estado estadounidense de Kentucky. En el Censo de 2010 tenía una población de 1518 habitantes y una densidad poblacional de 446,38 personas por km².

## Geografía
Vanceburg se encuentra ubicada en las coordenadas 38°35′34″N 83°19′19″O / 38.59278, -83.32194. Según la Oficina del Censo de los Estados Unidos, Vanceburg tiene una superficie total de 3.4 km², de la cual 3.29 km² corresponden a tierra firme y (3.27%) 0.11 km² es agua.

## Demografía
Según el censo de 2010, había 1518 personas residiendo en Vanceburg. La densidad de población era de 446,38 hab./km². De los 1518 habitantes, Vanceburg estaba compuesto por el 98.29% blancos, el 0.33% eran afroamericanos, el 0.4% eran amerindios, el 0% eran asiáticos, el 0% eran isleños del Pacífico, el 0% eran de otras razas y el 0.99% pertenecían a dos o más razas. Del total de la población el 0.53% eran hispanos o latinos de cualquier raza.